# Henry Weed Fowler
Henry Weed Fowler (23 maart 1878 - 21 juni 1965) was een Amerikaanse zoöloog geboren in Holmesburg, Pennsylvania.
Hij studeerde aan de Universiteit van Stanford onder David Starr Jordan. Hij werd lid van de Academie van Natuurwetenschappen in Philadelphia en werkte als assistent van 1903 tot 1922, associate curator van de gewervelde dieren van 1922 tot 1934, curator van vissen en reptielen van 1934 tot 1940 en curator van vissen van 1940 tot 1965. In 1927 was hij medeoprichter van de 
American Society of Ichthyologists and Herpetologists en hij trad op als penningmeester tot 1927.

## Werken
Hij publiceerde materiaal op tal van onderwerpen, zoals schaaldieren, vogels, reptielen en amfibieën, 
maar zijn belangrijkste werk deed hij op het gebied van vissen. 
- Water Birds of the Middle Delaware Valley 1903
- Further Knowledge of some heterognathus fishes, Proc. Acad. Nat. Sci, Philadelphia, 1906
- Fishes from the Madeira River, Brazil Proc. Acad. Nat. Sci, Philadelphia, 1913
- Some Local Fish-Eating Birds, 1913
- Fishes from the Rupununi River, British Guiana, Proc. Acad. Nat. Sci, Philadelphia, 1914
- Fishes from Nicaragua, Proc. Acad. Nat. Sci, Philadelphia, 1923
- Some New taxonomic names of fishlike vertebrates, Not. Nat. Philadelphia, 1958

- Bibsys: 5061551
- Bibliothèque nationale de France: cb11145325p (data)
- CiNii: DA08011893
- Gemeinsame Normdatei: 123269326
- International Standard Name Identifier: 0000 0001 0900 1577
- Library of Congress Control Number: n80100299
- Nationale Bibliotheek van Tsjechië: uk2007353751
- Nationale bibliotheek van Australië: 35096890
- Nationale Bibliotheek van Israël: 987007275541205171
- Nederlandse Thesaurus van Auteursnamen: 090905466
- Réseau des bibliothèques de Suisse occidentale: 02-A003256378
- SNAC: w6fn5rt5
- Système universitaire de documentation: 085843857
- Trove: 825621
- Virtual International Authority File: 51682237
- WorldCat: E39PBJx4mCbHh8P6BrgbXV9CcP